# Arcoscalpellum acicularum
Arcoscalpellum acicularum är en kräftdjursart som beskrevs av Newman och Ross 1971. Arcoscalpellum acicularum ingår i släktet Arcoscalpellum och familjen Scalpellidae. Inga underarter finns listade i Catalogue of Life.